# Pierre Bellemare
Pierre Bellemare (Boulogne-Billancourt, 21 de octubre de 1929 - Suresnes, 26 de mayo de 2018) fue un escritor, locutor de radio, presentador y productor de televisión francés, uno de los pioneros de la televisión y la radio en Francia. Gran aficionado al fútbol, también participó en la creación el 1970 del club Paris Saint-Germain Football Club.

## Biografía
Estudió en el collège Sainte-Barbe y en el École alsacienne de París. Durante la ocupación alemana de Francia en la Segunda Guerra Mundial formó parte del grupo de escoltas clandestino de su parroquia, los Compagnons de Saint-Dominique. Em 1945 formó parte del grupo que acogió en el hôtel Lutetia en liberados de los campos de concentración. Casado recientemente y sin poder encontrar trabajo, comenzó a trabajar por su hermano Pierre Hiegel en Radio Service, una sociedad probada que producía las emisiones por Radio Luxembourg. En 1948 entró como técnico auxiliar en la Radiodiffusion Française. Allí conoció a Jacques Antoine, por aquel entonces director de Radio Service y encargado de la emisión de La Chasse aux trésors, que en 1950 le confió la animación de una emisión radiofónica en Europe 1 y en 1954 del concurso televisivo Télé Match. En 1955, le propuso animar en Europe 1, con Louis Merlin, la emisión Vous êtes formidables que propuso apelar a la solidaridad de los oyentes para ayudar a los sin techo. El éxito del programa lo llevó a dirigir después Les Dossiers extraordinaires, Les Dossiers d'Interpol, Histoires vraies, etc. De 1969 a 1986 produjo y animó la sesión de 11-13 horas en Europe 1 con los programas Déjeuner Show, La Corbeille, 20 millions cash o Le Sisco. En 1976 fue nombrado brevemente director general adjunto de la emisora, pero dimitió al cabo de unos meses.
En 1957, después de un corto viaje a los Estados Unidos, importó el uso del teleprompter en Francia. En 1960 produjo uno de los programas más populares de la televisión francesa, La Tête et les Jambes, emitido por RTF Télévision y la primera cadena de la ORTF, y continuó su emisión con algunos altos y bajos hasta 1976.
Durante las décadas de los 60 y los 70, encadenó la emisión de programas famosos como La Caméra invisible, Rien que la vérité, Entrez… sans frapper, Pièces à conviction y C'est arrivé un jour. De septiembre de 1984 a junio de 1986, presentó en FR3 Au nom de l'amour, que permite a los participantes encontrar antiguos amores. Por razones de edad pasó a la producción, aunque presenta en TF1 Télématin y Matin Bonheur en Antenne 2. Cuando se privatizó la cadena creó la primera teletienda Le Magazine de l'objet, que en 1988 se transformó en Téléshopping, que dirigió hasta 1994. En 1997 fue condenado por publicidad engañosa a una multa de 50.000 francos con relación a la venta de una crema para adelgazar. En 1998 fundó también LTA, primera cadena consagrada a la teletienda.
También se dio a conocer como «narrador de historias» insólitas hasta entonces a les emisiones radiofónicas. Se asoció con otros periodistas o escritores como Marie-Thérèse Cuny y publicó una cuarentena de colección de narraciones: C’est arrivé un jour, Suspens, L'Année criminelle, Les Amants diaboliques, Les Dossiers d'Interpol, Histoires vraies, etc. De 1992 a 2013 fue uno de los encargados de la emisión de Les Grosses Têtes de Philippe Bouvard a RTL, en TF1 (de 1992 a 1997) y en Paris Première. En septiembre de 2009 volvió a su papel de narrador en RTL en una emisión dominical de sus «histoires extraordinaires».

## Programas

### Televisión
- 1954 - 1961 : Télé Match (RTF Télévision)
- 1960 - 1966 : La tête et les jambes, (RTF Télévision) (Primer canal de ORTF)
- 1962 - 1964 : Le Bon Numéro (RTF Télévision, Primer canal de ORTF)
- 1964 - 1966 : Champions (Première chaîne de l'ORTF)
- 1964 - 1971 : La Caméra invisible (RTF Télévision 2), (Segundo canal de ORTF)
- 1966 - 1968 : Pas une seconde à perdre (Primer canal de ORTF)
- 1968 - 1970 : Cavalier seul (Primer canal de ORTF)
- 1971 : Rien que la vérité (Primer canal de ORTF)
- 1971 - 1972 : Entrez… sans frapper (Primer canal de ORTF)
- 1975 : Pièces à conviction
- 1975 - 1976 : La Tête et les Jambes (Antenne 2)
- 1979 - 1980 : C'est arrivé un jour (TF1)
- 1980 - 1981 : Les Paris de TF1 (TF1)
- 1981 - 1982 : Vous pouvez compter sur nous (TF1)
- 1982 - 1983 : J'ai un secret[9] (TF1)
- 1984 - 1986 : Au nom de l'amour (FR3)
- 1987 - 1988 : Le Magazine de l'objet (TF1)
- 1988 - 1994 : Téléshopping (TF1)
- 1999 - 2000 : Les Bêtises de M. Pierre (France 3)
- 2005 : Histoires incroyables de Pierre Bellemare; Histoires mystérieuses de Pierre Bellemare (France 3)
- 2008 - 2016 : Les Enquêtes impossibles (NT1)
- 2009 - 2011 : En toutes lettres (France 2, presentado por Julien Courbet) - árbitro del juego
- 2013 : Pierre Bellemare raconte la Seconde Guerre mondiale (Toute l'Histoire)
- 2015 - 2017 : Les Enquêtes impossibles (HD1, después RTL9)

### Radio
En Europe 1 :
- 1956 - 1960 : Vous êtes formidable
- 1962 - 1963 : Riche sans le savoir
- 1969 - 1972 : Déjeuner Show
- 1974 - 1978 : '20 millions cash
- 1974 - 1976 : Les Dossiers extraordinaires
- 1977 - 1978 : Les Aventuriers
- 1978 - 1980 : Les Dossiers d'Interpol
- 1978 - 1981 : Le Sisco
- 1980 - 1984 : Histoires vraies
- 1981 - 1982 : Le Tricolore
- 1982 - 1983 : Tous pour un
- 1983 - 1986 : La Grande Corbeille
- 1984 - 1985 : Au nom de l'amour
- 1985 - 1986 : Les assassins sont parmi nous
- 2013 - 2015 : Les Pieds dans le plat

A RTL :
- 1956 - 1958 : La Chose
- 1959 - 1960 : Le Rouge et le Noir
- 1959 - 1960 : Le plus grand bonheur du monde
- 1959 - 1960 : Suspense
- 1992 - 2013 : participa regularmente en la emisión Les Grosses Têtes
- 2009 - 2010 : Les Incroyables Histoires de Pierre Bellemare

## Obra literaria
Cuentos

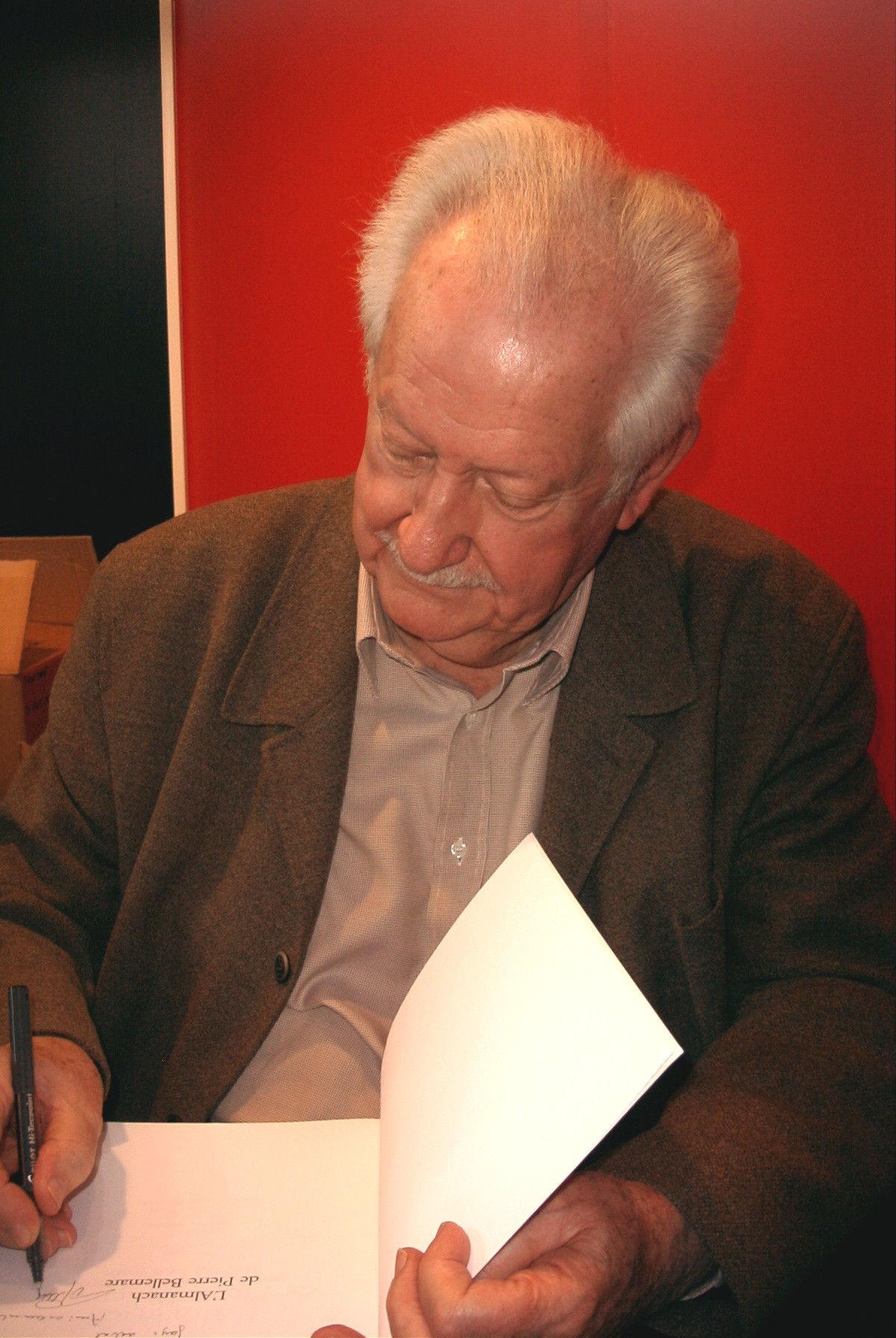
Pierre Bellemare en el Salón del Libro de París 2007.

- La Fourmilière, con Grégory Frank (Éditions numéro 1, 1987)
- Nul ne sait qui nous sommes, con Grégory Frank (Albin Michel, 2007)

Poesía
- Histoire d'une petite vallée qui peut-être n'existe plus, con Jacques Floran (Stock / Éditions numéro 1, 1978)
- Le bonheur est pour demain, souvenirs au long cours (Flammarion, 2011)

Autobiografía
- Ma vie au fil des jours (Flammarion, 2016)

Prefacio
- Jack l'éventreur, le secret de Mary Jane K. de Philippe R. Welté (Alban - 2006)
- André Claveau, ne m'oubliez pas" de Pierre-Yves Paris (ABM Editions - 2014)

Colección de historias reales
- Les Dossiers extraordinaires (Fayard, 1976)
- Les Nouveaux dossiers extraordinaires (Fayard, 1977)
- Les Aventuriers, nueva serie (Fayard, 1978)
- Les Dossiers d'Interpol, vol. 1 (Éditions numéro 1, 1979)
- Les Dossiers d'Interpol, vol. 2 (Éditions numéro 1, 1979)
- C'est arrivé un jour vol.1 (Édition numéro 1, 1980)
- C'est arrivé un jour vol.2 (Édition numéro 1, 1980)
- Histoires vraies, vol. 1 (Éditions numéro 1, 1981)
- Histoires vraies, vol. 2 (Éditions numéro 1, 1982)
- Quand les femmes tuent (Éditions numéro 1, 1983)
- Suspens vol.1 (Éditions numéro 1, 1983)
- Suspens vol. 2 (Éditions numéro 1, 1983)
- Les Grands crimes de l'Histoire (Éditions numéro 1, 1984)
- Dossiers secrets (Éditions numéro 1, 1984)
- Les Tueurs diaboliques (Éditions numéro 1, 1985)
- Au nom de l'amour : 59 histoires de passion (Éditions numéro 1, 1985)
- Les Assassins sont parmi nous (Éditions numéro 1, 1986)
- Marqués par la gloire : 23 destins exceptionnels (Éditions numéro 1, 1986)
- Histoires chocs (Éditions numéro 1, 1987)
- Par tous les moyens : 38 histoires bouleversantes de sauvetages (Éditions numéro 1, 1988)
- Les Crimes passionnels : 50 histoires vraies (TF1 éditions, 1989)
- Nuits d'angoisse : 50 histoires vraies (TF1 éditions, 1990)
- Les Dossiers incroyables (Éditions numéro 1, 1990)
- La Peur derrière la porte (TF1 éditions, 1991)
- Crimes de sang (TF1 éditions, 1991)
- L'Année criminelle : les 80 histoires extraordinaires de l'année (TF1 éditions, 1992)
- L'Année criminelle 2 : les 80 histoires extraordinaires de l'année (TF1 éditions, 1993)
- Instinct mortel : 70 histoires vraies (Albin Michel-TF1 éditions, 1994)
- Les Génies de l'arnaque : 80 chefs-d'œuvre de l'escroquerie (Albin Michel, 1994)
- Instant crucial : les stupéfiants rendez-vous du hasard (Albin Michel, 1996)
- Issue fatale : 75 histoires extraordinaires (Albin Michel, 1996)
- Possession : l'étrange destin des choses (Albin Michel, 1996)
- Le Carrefour des angoisses (Les Aventuriers du XXe siècle, tome 1) : 60 récits où la vie ne tient qu'à un fil (Albin Michel, 1997)
- Ils ont vu l'au-delà (Les Aventuriers du XXe siècle, tome 2) : 60 histoires vraies et pourtant incroyables [10] (Albin Michel, 1997)
- Journées d'enfer (Les Aventuriers du XXe siècle, tome 3) : 60 récits des tréfonds de l'horreur au sommet du sacrifice (Albin Michel, 1998)
- L'Enfant criminel (Albin Michel, 1998) : 40 récits sur les enfants et adolescent criminels dont « Le cas Mary Bell ».
- Les Amants diaboliques : 55 récits passionnément mortels (Albin Michel, 1999)
- L'Empreinte de la bête : 50 histoires où l'animal a le premier rôle (Albin Michel, 2000)
- Survivront-ils ? : 45 suspenses où la vie se joue à pile ou face (Albin Michel, 2001)
- Je me vengerai : 40 rancunes mortelles (Albin Michel, 2001)
- Sans laisser d'adresse : enquête sur des disparitions et des réapparitions extraordinaires (Albin Michel, 2002)
- Destins sur ordonnance : 40 histoires où la médecine va du meilleur au pire (Albin Michel, 2003)
- Crimes dans la soie : 30 histoires de milliardaires assassins (Albin Michel, 2004)
- Les enquêtes impossibles (enquêtes sur des faits divers étranges, 2004)
- Ils ont osé : 40 exploits incroyables (Albin Michel, 2005)
- Complots : quand ils s'entendent pour tuer, con Jérôme Equer (Albin Michel, 2006)
- Mort ou vif : Les chasses à l'homme les plus extraordinaires, con Jean-François Nahmias (Albin Michel, 2007)
- 26 dossiers qui défient la raison, con Gregory Frank (Albin Michel, 2008)
- La Terrible Vérité : 26 grandes énigmes de l'histoire enfin résolues (Albin Michel, 2008)
- Sur le fil du rasoir, con Jérôme Equer (Albin Michel, 2009)
- Les Dossiers extraordinaires, tome 3 (Calmann-Levy, 2009)
- Con Jean-François Nahmias, Kidnappings - 25 rendez-vous avec l'angoisse, Albin Michel, Paris, 2010, 379 p., broché, 15,3 x 24 cm ISBN 978-2-226-20613-8
- Incroyable! le tour du monde de l'impossible (Flammarion, 2012)
- Enquête sur 25 trésors fabuleux (Flammarion, 2012), con Jean-François Nahmias
- Les enquêtes impossibles , "25 crimes presque parfaits" (Flammarion 2013) con Jérôme Equer
- Les Tueurs diaboliques (Calmann-Levy, 2015)
- Les nouvelles histoires extraordinaires de l'Histoire (First, 2015)
- Trahison (Flammarion, 2015) con Jean-François Nahmias.
- Curieux objets, étranges histoires (Flammarion, 2016) con Véronique Le Guen
- Les nouvelles histoires extraordinaires de l'Histoire : Tome 2 (First, 2017)
- Criminelles : le mal au féminin - 36 histoires vraies de femmes tueuses à travers les siècles (First, 2017) con Jean-François Nahmias

Cómics
- Pierre Bellemare raconte, diseños de Jacky Clech', P&T Production

1. Histoires extraordinaires, 2009 ISBN 978-2-87265-446-8
2. Histoires extraordinaires II : La Vengeance, 2010 ISBN 978-2-87265-490-1

Almanaques
- L'almanach de Pierre Bellemare 2005-2006 (2005)
- L'almanach de Pierre Bellemare 2006-2007 (2006)
- L'almanach de Pierre Bellemare 2007-2008 (Albin Michel, 2007)
- L'almanach de Pierre Bellemare 2010-2011 (Albin Michel, 2009)
- L'almanach de Pierre Bellemare 2016-2017 (Albin Michel, 2015)

Videojuegos
- Enigmatika (Answare diffusion, 1984)